# Pompeii (sång)
Pompeii är en sång av det brittiska bandet Bastille från deras debutalbum Bad Blood från 2013. Sången släpptes för nedladdning den 24 februari 2013 och har nått höga positioner på flera listor. Den toppade Irlands singellista i två på varandra följande veckor, samt nådde en andraplats i Storbritannien och en tredjeplats i Italien.

## Pompeii i populärkulturen
Pompeii är sången man hör i trailern till Mr. Peabody & Sherman. Kat Krazy-remixen av låten är med i spelet Need for Speed: Rivals.